# Заліщицький парк
Залі́щицький парк (інші назви — Нижній парк, Панський парк) — парк-пам'ятка садово-паркового мистецтва місцевого значення в Україні. Розташований у південній частині міста Заліщики Тернопільської області, біля колишнього палацу баронів Бруницьких.
Площа — 5 га. Рішенням виконкому Тернопільської обласної ради від 20 грудня 1968 № 870 із змінами, затвердженими рішенням виконкому тієї ж ради від 29 грудня 1972 № 228, парку надано статус об'єкта природно-заповідного фонду. Перебуває у віданні 3аліщицької ЦМЛ.
Заснований наприкінці XIX століття на лівій терасі берега річки Дністер. Це — один з найдавніших парків Тернопільської області. Тут зростають дерева, кущі та ліани 45 видів, у тому числі 25 екзотів: гінкго дволопатеве (діаметр 143 см, висота 22 м), 3 дерева бундука канадського (діаметр 78—79 см, висота 19—20 м), дуби звичайні (діаметр 172 см, висота 25 м) та північні (діаметр 105 см, висота 22 м), гіркокаштан звичайний (каштан кінський; діаметр 101 см, висота 15—16 м), тополя дельтоподібна (діаметр 110 см, висота 25 м), софора японська плакуча, керія японська, бархат амурський, гледичія звичайна безколючкова та інші.
Для поліпшення естетичного стану посаджені декоративні кущі: спірея середня, вейгела рожева, жимолость татарська, форзиція європейська та інші.
Парк входить до складу національного природного парку «Дністровський каньйон».

## Галерея

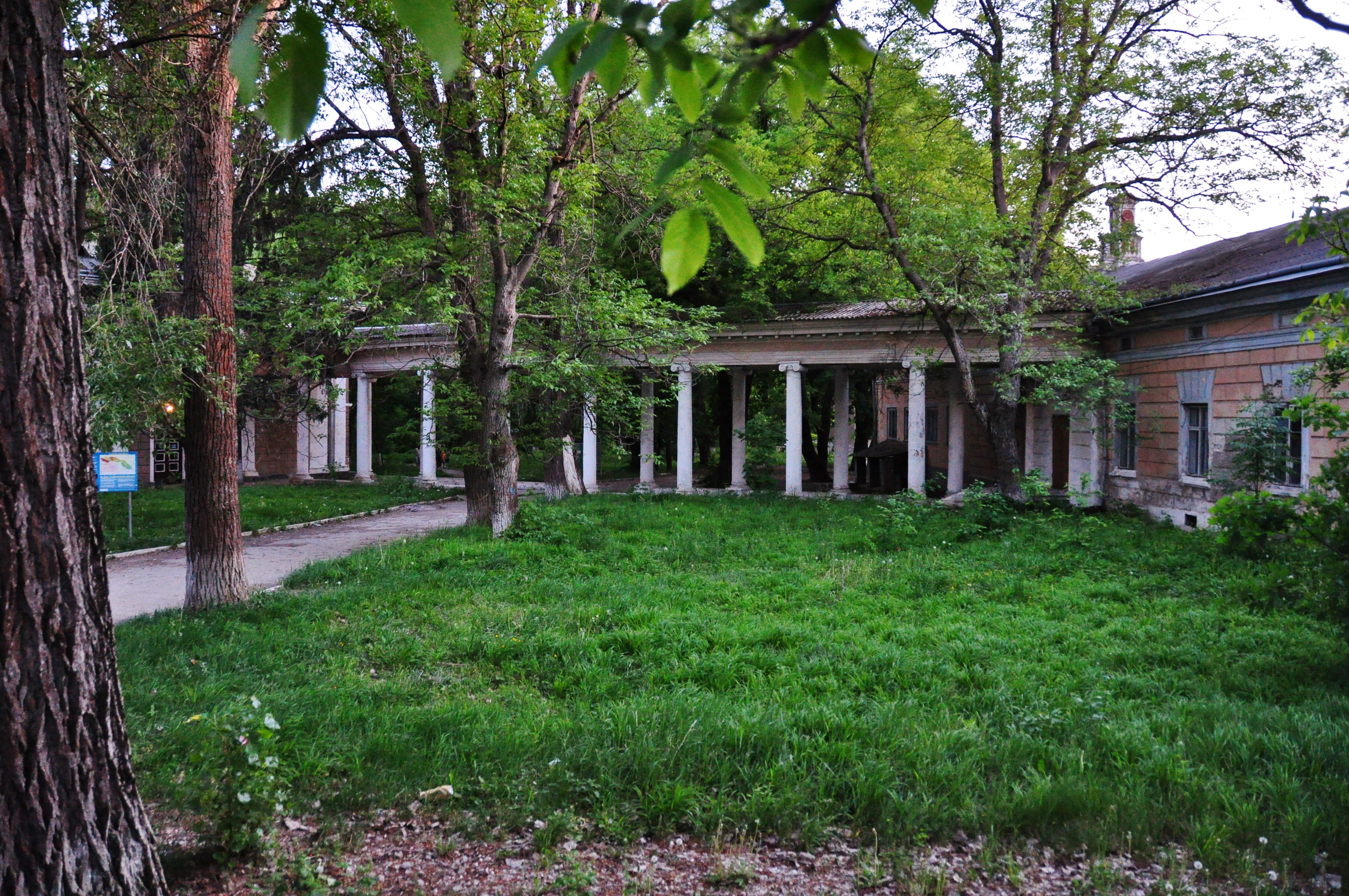
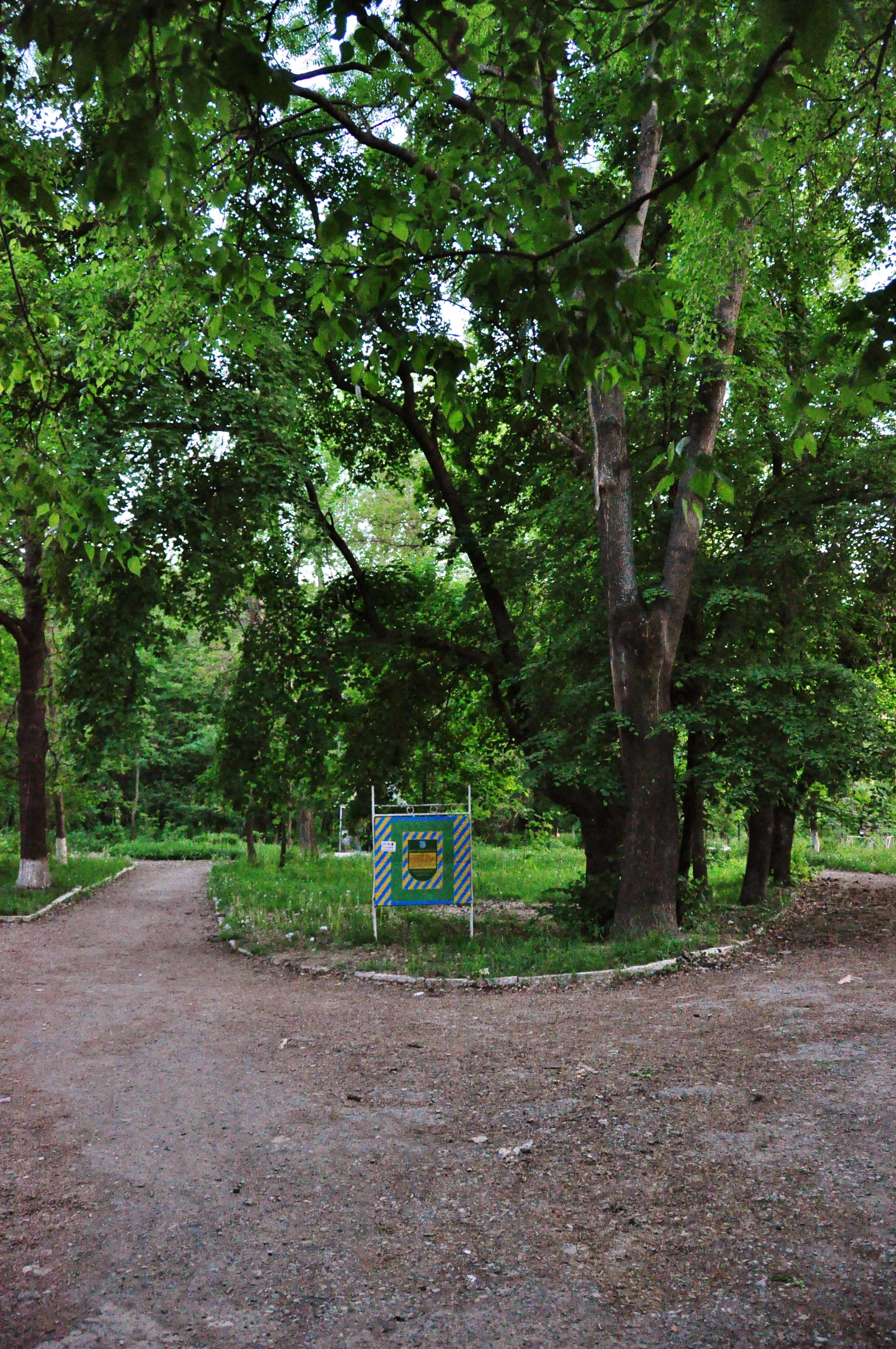
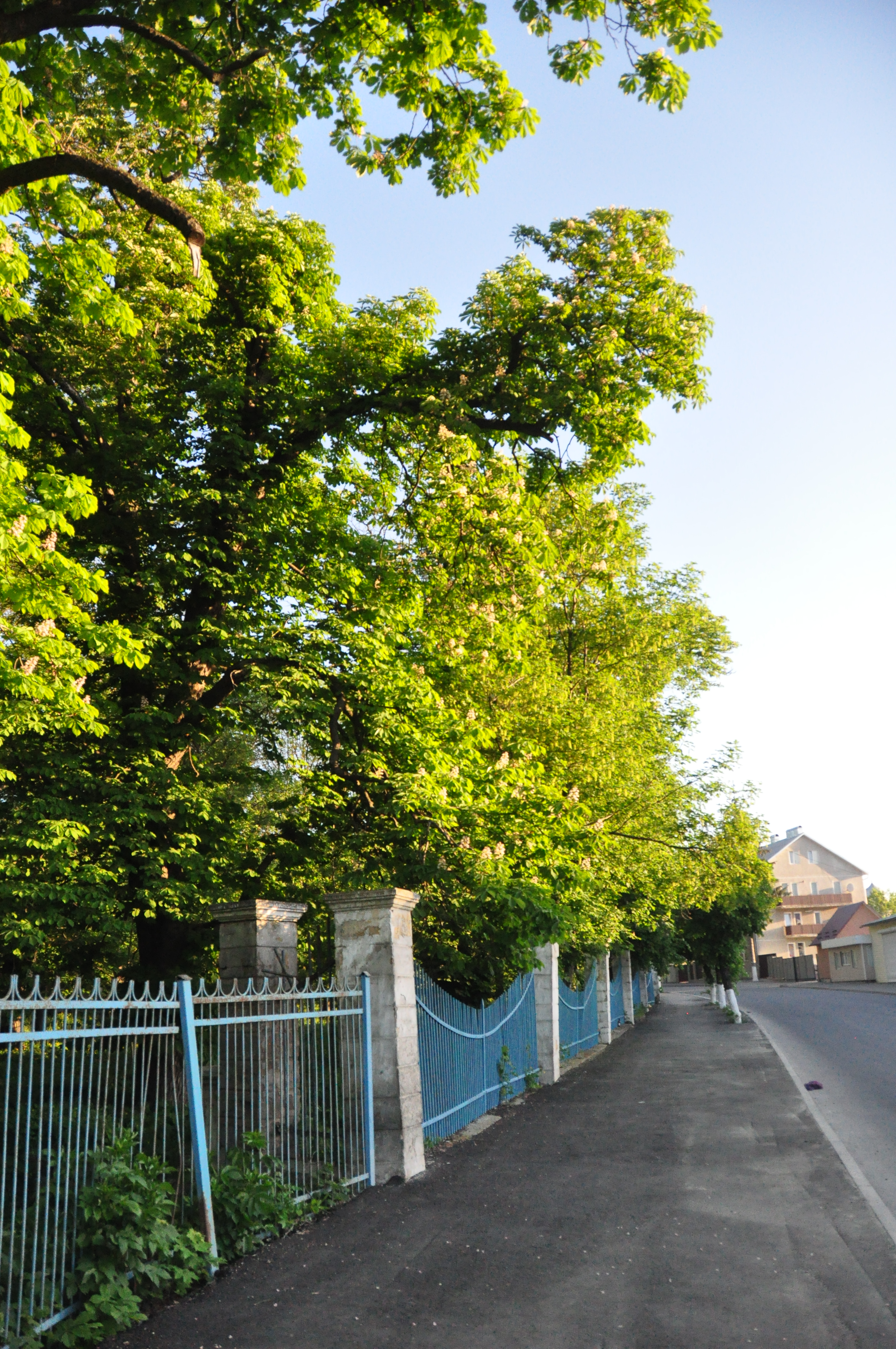

## Джерело
- Олійник В., П'ятківський І. Заліщицький парк // Тернопільський енциклопедичний словник : у 4 т. / редкол.: Г. Яворський та ін. — Тернопіль : Видавничо-поліграфічний комбінат «Збруч», 2004. — Т. 1 : А — Й. — С. 610—611. — ISBN 966-528-197-6.